# Parlamentswahl in Sierra Leone 1924
- NCBWA: 3
- Beamte: 12
- Europäer: 2
- Beruf. Einheimische: 2
- Chiefs: 3

Die Parlamentswahl in Sierra Leone 1924 fanden am 28. Oktober 1924 in Sierra Leone statt. Es waren die ersten Wahlen überhaupt in der Britischen Kronkolonie.
Der National Congress of British West Africa (NCBWA) gewann alle drei Sitze.

## Wahlsystem
Laut Verfassung von 1924 wurde erstmals ein Parlament, der Legislative Council, mit 22 Mitgliedern eingeführt. 12 von ihnen waren Regierungsbeamte. Die anderen Mitglieder waren zwei Europäer mit wirtschaftlichen Interessen, drei gewählte Einheimische aus der Kolonie, drei berufene Paramount Chiefs aus der Kolonie (davon zwei Mende und ein Temne), d. h. einer pro Provinz sowie zwei berufene Einheimische.
Die drei gewählten Sitze wurden in drei Wahlkreisen, einem ländlichen (Rural) und zwei städtischen (First Urban, Second Urban) bestimmt. Wahlberechtigt waren lediglich alphabetisierte Einheimische die über ein Vermögen von mindestens 10 Pfund Sterling in städtischen und 6 Pfund in ländlichen Gebieten verfügten sowie über 21 Jahre alt waren. Damit konnten von etwa 25.000 Einwohnern der Kolonie nur 1866 ihre Stimme abgeben (1016 in Freetown und 850 in ländlichen Gebieten).

## Wahlergebnis
| Wahlkreis    | Gewählte Person        | Partei | Stimmen |
| ------------ | ---------------------- | ------ | ------- |
| First Urban  | Ernest Beoku-Betts     | NCBWA  | 607     |
| Second Urban | Herbert Bankole-Bright | NCBWA  | 562     |
| Rural        | Albert Tuboku-Metzger  | NCBWA  | 173     |